# Dimension Zero
Dimension Zero je švedski melodični death metal sastav iz Göteborga.

## Povijest sastava
Sastav su 1995. godine osnovali Jesper Strömblad i Glenn Ljungström, tadašnji članovi sastava In Flamesa, a ubrzo im se pridružuju Joakim Göthberg iz Marduka, te Hans Nillson i Fredrik Johansson. Nakon objavljivanja EP-a Penetrations from the Lost World Johansson napušta sastav, a zamjenjuje ga Daniel Antonsson (kasnije basist Dark Tranquillityja te gitarist Soilworka.) Svoj prvi studijski album Silent Night Fever objavljuju 2002. godine, a nakon idućeg This Is Hell iz 2003., napušta ih Ljungström. Svoj treći, zasada i posljednji album He Who Shall Not Bleed objavili su 2007. godine.

## Članovi sastava
Trenutačna postava
- Jesper Strömblad - gitara, bas-gitara (1995.-)
- Hans Nilsson - bubnjevi (1996.-)
- Andy Solverström – vokal (2016.-)

Bivši članovi
- Fredrik Johansson − gitara
- Glenn Ljungström − gitara
- Joakim Göthberg - vokal (1996. – 2016.)
- Daniel Antonsson - gitara (2002. – 2016.)

## Diskografija
Studijski albumi
- Silent Night Fever (2002.)
- This Is Hell (2003.)
- He Who Shall Not Bleed (2007.)

EP-ovi
- Penetrations from the Lost World (1997.)

Demo uradci
- Screams from the Forest (1995.)

## Vanjske poveznice
- Službena stranica